# Erich Hagen
Erich Hagen (Leipzig, 11 december 1936 – Leipzig, 26 mei 1978) was een Duits wielrenner. Hagen was actief in de periode van 1955 tot en met 1961. Na zijn actieve carrière als wielrenner ging hij aan de slag als taxichauffeur. Hij kwam om bij een verkeersongeval.

## Palmares
1958
- Eindklassement DDR Rundfahrt

1960
- 11e etappe Vredeskoers
- 13e etappe Vredeskoers
- Eindklassement Vredeskoers

1961
- 7e etappe Vredeskoers

- Gemeinsame Normdatei: 1069128317
- Virtual International Authority File: 315523999